# 让·韦斯
让·韦斯（法語：Jean Vaysse，1900年4月28日—1974年10月17日），法国男子橄榄球运动员。他曾代表法国参加1924年夏季奥林匹克运动会橄榄球比赛，获得一枚银牌。